# Кубок України з футболу 2016—2017
Кубок України з футболу 2016—2017 — 26-й розіграш кубка України.
Усі етапи турніру складаються з одного матчу. Жеребкування — сліпе. Якщо команди виступають в одній лізі, то господарем була команда, яка отримала непарний номер під час жеребкування. Якщо команди з різних ліг, то господарем була команда із нижчої ліги.

## Учасники
У цьому розіграші кубка беруть участь 43 команди чемпіонату, а також 2 учасники кубка України серед аматорів 2015 року:
| Клуби Прем'єр-ліги: - «Волинь» (Луцьк) - «Ворскла» (Полтава) - «Динамо» (Київ) - ФК «Дніпро» (Дніпро) - «Зірка» (Кропивницький) - «Зоря» (Луганськ) - «Карпати» (Львів) - ФК «Олександрія» (Олександрія) - «Олімпік» (Донецьк) - «Сталь» (Кам'янське) - «Чорноморець» (Одеса) - «Шахтар» (Донецьк) | Клуби першої ліги: - «Авангард» (Краматорськ) - «Арсенал-Київ» (Київ) - «Буковина» (Чернівці) - «Верес» (Рівне) - «Геліос» (Харків) - «Гірник-спорт» (Горішні Плавні) - «Десна» (Чернігів) - «Іллічівець» (Маріуполь) - «Інгулець» (Петрове) - «Колос» (Ковалівка) - МФК «Миколаїв» (Миколаїв) - «Нафтовик-Укрнафта» (Охтирка) - «Оболонь-Бровар» (Київ) - ФК «Полтава» (Полтава) - «Скала» (Стрий) - ПФК «Суми» (Суми) - ФК «Тернопіль» (Тернопіль) - «Черкаський Дніпро» (Черкаси) | Клуби другої ліги: - «Арсенал-Київщина» (Біла Церква) - «Балкани» (Зоря) - «Енергія» (Нова Каховка) - «Жемчужина» (Одеса) - «Кремінь» (Кременчук) - «Кристал» (Херсон) - «Металург» (Запоріжжя) - «Мир» (Горностаївка) - «Нива-В» (Вінниця) - «Нікополь-НПГУ» (Нікополь) - «Поділля» (Хмельницький) - «Реал Фарма» (Одеса) - «Рух» (Винники) Володар та півфіналіст Кубка серед аматорських команд: - «Агробізнес TSK» (Ромни) - «Гірник» (Соснівка) |

## Перший попередній етап
Жеребкування відбулося 8 липня, матчі відбулися 20 липня. У цьому етапі взяли участь 10 команд — 2 аматорські команди і 8 команд другої ліги.
| Команда 1          | Команда 2       | Рахунок |
| ------------------ | --------------- | ------- |
| «Нива-В»           | «Поділля»       | 3:1     |
| «Металург»         | «Жемчужина»     | 1:2     |
| «Арсенал-Київщина» | «Балкани»       | нв      |
| «Агробізнес TSK»   | «Нікополь-НПГУ» | 3:1     |
| «Гірник»           | «Рух»           | 0:3     |

## Другий попередній етап
Жеребкування відбулося 8 липня, матчі відбулися 10 серпня. У цьому етапі взяли участь 28 команд — 5 переможців першого попереднього етапу, 5 команд другої ліги і 18 команд першої ліги.
| Команда 1        | Команда 2           | Рахунок       |
| ---------------- | ------------------- | ------------- |
| ФК «Тернопіль»   | «Скала»             | 1:0           |
| «Колос»          | «Верес»             | 1:2 дч        |
| ПФК «Суми»       | «Іллічівець»        | 0:1 дч        |
| «Інгулець»       | МФК «Миколаїв»      | 1:1, пен. 1:3 |
| «Балкани»        | «Черкаський Дніпро» | 0:1           |
| «Геліос»         | «Десна»             | 0:1           |
| «Кремінь»        | «Реал Фарма»        | 1:2           |
| «Енергія»        | «Жемчужина»         | 0:2           |
| «Рух»            | «Арсенал-Київ»      | 2:3           |
| ФК «Полтава»     | «Буковина»          | 1:0           |
| «Агробізнес TSK» | «Нива-В»            | 0:2           |
| «Мир»            | «Авангард»          | 1:0           |
| «Оболонь-Бровар» | «Гірник-спорт»      | 1:0 дч        |
| «Кристал»        | «Нафтовик-Укрнафта» | 1:4           |

## 1/16 фіналу
Жеребкування відбулося 17 серпня, матчі відбулися 21-22 вересня. У цьому етапі беруть участь 20 команд — 14 переможців другого попереднього етапу і 6 команд Прем'єр-ліги.
| Команда 1           | Команда 2        | Рахунок       |
| ------------------- | ---------------- | ------------- |
| 21 вересня          |                  |               |
| ФК «Полтава»        | «Зірка»          | 1:0           |
| «Жемчужина»         | «Карпати»        | 0:0, пен. 4:5 |
| «Черкаський Дніпро» | «Сталь»          | 1:3           |
| «Нива-В»            | МФК «Миколаїв»   | 0:2           |
| «Мир»               | «Верес»          | 1:2           |
| «Нафтовик-Укрнафта» | «Чорноморець»    | 2:0           |
| «Десна»             | «Арсенал-Київ»   | 1:0           |
| «Волинь»            | «Олімпік»        | 2:1           |
| «Іллічівець»        | ФК «Тернопіль»   | 2:0           |
| 22 вересня          |                  |               |
| «Реал Фарма»        | «Оболонь-Бровар» | 0:2           |

## 1/8 фіналу
Жеребкування відбулося 23 вересня, матчі відбулися 26 жовтня. У цьому етапі беруть участь 16 команд — 10 переможців 1/16 фіналу та 6 команд Прем'єр-ліги.
| Команда 1           | Команда 2        | Рахунок       |
| ------------------- | ---------------- | ------------- |
| «Верес»             | «Ворскла»        | 0:1           |
| «Десна»             | ФК «Дніпро»      | 0:0, пен. 6:7 |
| «Нафтовик-Укрнафта» | «Волинь»         | 2:1           |
| «Динамо»            | «Зоря»           | 5:2 дч        |
| ФК «Полтава»        | «Карпати»        | 2:1           |
| «Іллічівець»        | «Сталь»          | 1:1, пен. 4:2 |
| МФК «Миколаїв»      | «Оболонь-Бровар» | 0:0, пен. 5:4 |
| «Шахтар»            | ФК «Олександрія» | 2:1           |

## 1/4 фіналу
Жеребкування відбулося 27 жовтня, матчі відбулися 26, 30 листопада та 5 квітня.
Матчі «Нафтовик-Укрнафта» — «Динамо» і ФК «Полтава» — «Шахтар» скасовані через незадовільний стан газону та перенесені на 5 квітня.
| Команда 1           | Команда 2    | Рахунок       |
| ------------------- | ------------ | ------------- |
| 26 листопада        |              |               |
| МФК «Миколаїв»      | «Іллічівець» | 0:0, пен. 4:2 |
| 30 листопада        |              |               |
| ФК «Дніпро»         | «Ворскла»    | 1:0           |
| 5 квітня            |              |               |
| «Нафтовик-Укрнафта» | «Динамо»     | 0:1           |
| ФК «Полтава»        | «Шахтар»     | 0:3           |

## 1/2 фіналу
Жеребкування відбулося 6 квітня, матчі відбулися 26 квітня.
| Команда 1      | Команда 2   | Рахунок |
| -------------- | ----------- | ------- |
| «Шахтар»       | ФК «Дніпро» | 1:0     |
| МФК «Миколаїв» | «Динамо»    | 0:4     |

## Фінал
| 17 травня 2017 21:00 EEST +10 °C |

| «Шахтар»   | 1:0      | «Динамо» |
| ---------- | -------- | -------- |
| Марлос 80' | Протокол |          |

| ОСК «Металіст», Харків Глядачів: 25 000 Арбітр: Костянтин Труханов (Харків) |